# 毛佩琦
毛佩琦（1943年—）是中国明史专家，中国人民大学历史系教授、博士生导师，中国明史学会首席顾问。

## 著作
- 《明成祖史論》
- 《永樂皇帝大傳》
- 《鄭成功評傳》
- 《明清行政管理制度》
- 《中國明代政治史》（合著）
- 《中國明代軍事史》（合著）
- 《歲月河山—圖說中國歷史》（主編）
- 《歲月風情—中國社會生活史》（主編）
- 《十大后妃》（主編）
- 《百卷本中國通史·明史10卷》（主編）
- 《中國社會通史·明代卷》（主編）
- 《中國狀元大典》（主編）
- 《四庫全書大辭典·史部》（主編）
- 《毛佩琦细解明朝十七帝》2006年（ISBN 7802062373）